# Festival international de la photo animalière et de nature
Festival international de la photo animalière et de nature (Mezinárodní festival fotografie zvířat a přírody) je fotografický festival, který se koná každoročně v Montier-en-Der v Haute-Marne. Akce přiláká minimálně 45000 návštěvníků a je největší svého druhu v Evropě. Začíná každý třetí čtvrtek v listopadu.

## Historie

### 2005
Kmotr: Hubert Reeves

### 2007
Kmotr: Hans Silvester

### 2008
Kmotr: Xavier Desmier

### 2009
Kmotr: Frans Lanting

čestný host: Laurent Baheux, autor plakátu festivalu, a Cyril Ruoso

### 2010
Kmotr: Olivier Föllmi

### 2011
Kmotr: Fabrice Nicolino

Speciální host: Matthieu Ricard

Čestní hosté: Florian Schultz, Tiziana & Gianni Baldizzione, Jean-François Hellio & Nicolas Van Ingen, Paul Starosta a Stéphane Hette

Kmotr Vision libre: Cedric Jacquet

### 2012
Kmotr: Jim Brandenburg

### 2013
Marraine : Isabelle Autissier
Parrain photo : Vincent Munier

### 2014
Parrain scientifique : Russel Alan Mittermeier
Parrain photographe: Steve Winter
Marraine de "Vision Libre" : Julie de Waroquier
Invités d'honneur : Lynn Schooler, Rosamund Kidmann, Laurent Geslin, Pierre Gleizes

### 2016
Parrain ethno : Bindeshwar Pathak,
Parrain scientifique : Gilles Bœuf,
Parrain Éducation à l'environnement : Louis Espanassous,

### 2017
Kmotr: Reza a Kyriakos Kaziras

### 2018
Kmotr: Vincent Munier a Jacques Perrin

## Vítězové soutěže
Ocenění 2009 :
- Loïk Nowak Grand Prix Festival 2009
- David Pattyn Prix Spécial du Jury
- Claude Ruff Prix Mammifères sauvages
- Pascal Engler Prix Oiseaux Sauvages
- Serge Tollari Une vie d'insecte et d'araignée
- Wendy Kreeftenberg Prix histoires de plantes
- Thierry Vezon Prix paysages du monde
- Noël Brion Prix graphisme formes et matières
- Fabrice Audier Prix autres animaux sauvages
- Alain Verstraete Prix thème de l'année
- Daniel Wambach prix or Séries numériques
- Guillaume Debouche Grand prix concours jeunes